# Адельгайдсдорф
Адельгайдсдорф (нім. Adelheidsdorf) — громада в Німеччині, розташована в землі Нижня Саксонія. Входить до складу району Целле. Складова частина об'єднання громад Ватлінген.
Площа — 33,24 км2. Населення становить 2810 ос. (станом на 31 грудня 2021).